# La Covacha de Llatas
La Covacha de Llatas es un yacimiento que se adscribe al Mesolitico reciente (8500-7500 cal BP), también cuenta con restos pertenecientes a la Edad del Bronce relacionados, por tanto, con la cultura del Bronce Valenciano. El yacimiento fue excavado por el Servicio de Investigación Prehistórica(S.I.P.), por lo que sus materiales se encuentran conservados y expuestos en el Museu de Prehistòria de València.

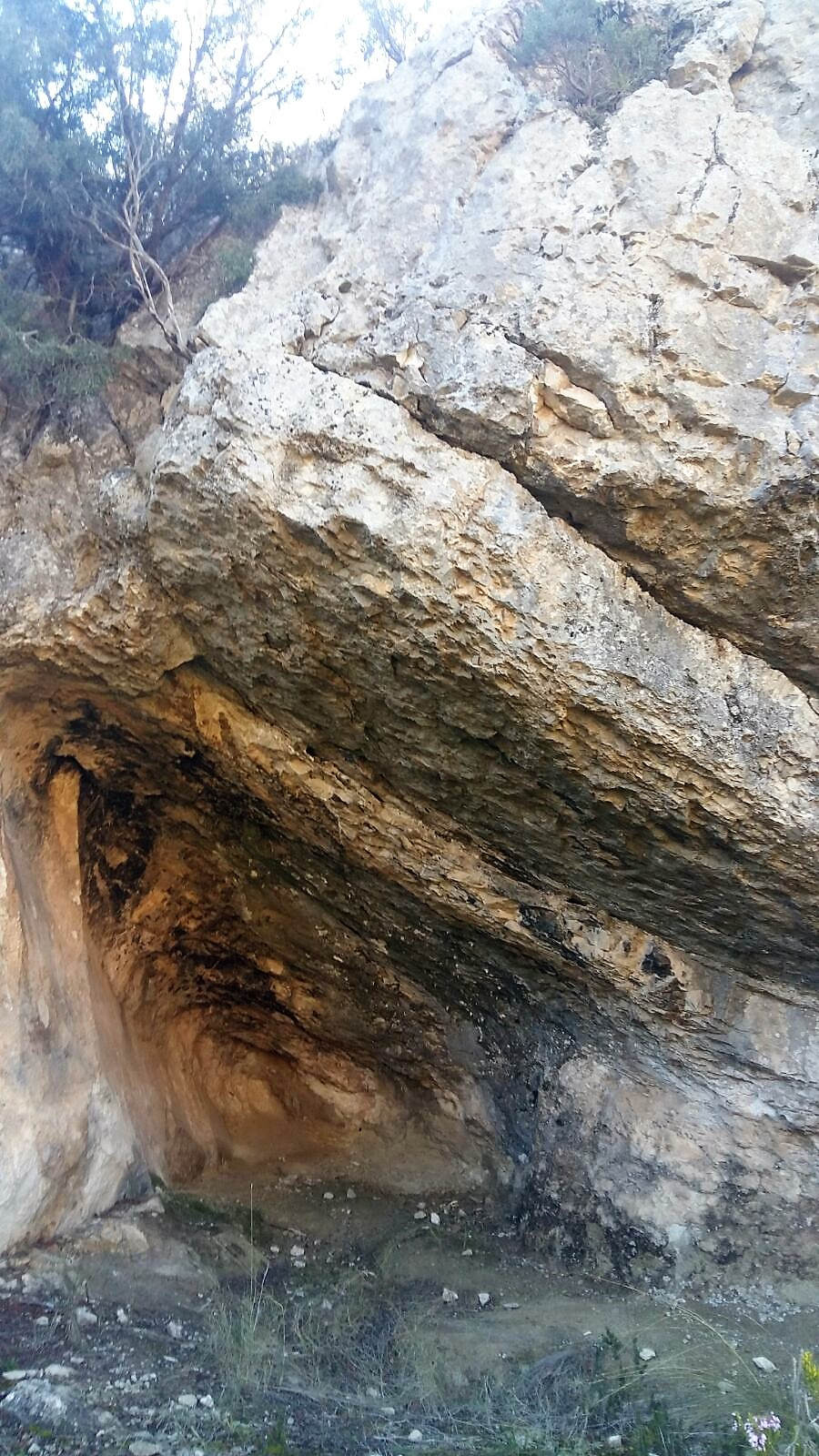
Covacha de Llatas (Andilla,Valencia)

## Ubicación y descripción

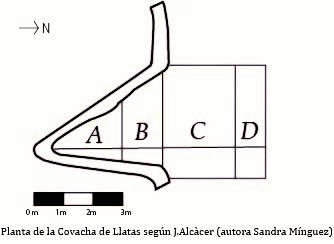
Planta de la Covacha de Llatas

La Covacha de Llatas pertenece al término municipal de Andilla (La Serranía, Valencia), si bien se encuentra a tan solo 2 km de la población de Villar del Arzobispo (La Serranía, Valencia), lo que se debe a su ubicación justo en el límite marcado por el mojón que separa los términos de estas dos poblaciones. Se sitúa junto al barranco del Salobral, a una altura de 20 metros sobre la falda de un pequeño cerro llamado Puntal de Cambra, que constituye la última estribación del "Cerro las Cabras", en la partida de "Cañá Palomara", topónimos así conocidos en la zona. Esta se ubica en la vertiente norte y hacia el extremo oriental del mismo, y se caracteriza por sus reducidas dimensiones en forma de pirámide triangular, su boca mide 3.5 m de base, 1.5 m de altura y 3.6 m de profundidad.

## Descubrimiento y excavación

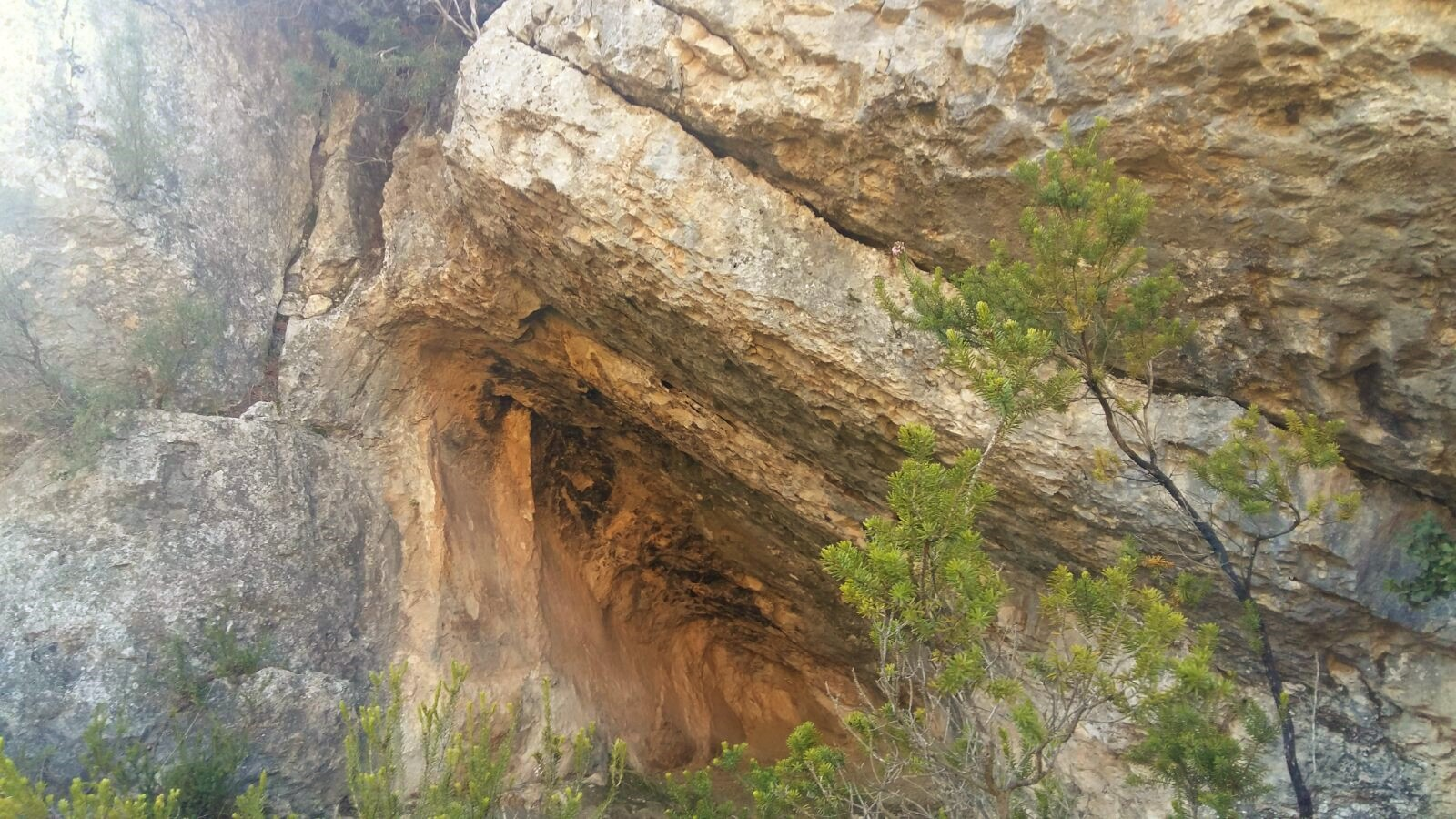
Covacha de Llatas (Andilla, Valencia)

La Covacha de Llatas, tal y como indica su nombre, fue descubierta en 1948 por Vicente Llatas Burgos (1899-1980), maestro en el Villar (1933-1970), primer Cronista Oficial de la Villa de este municipio (desde 1952) y delegado del S.I.P. (desde 1948). Vicente Llatas relata el descubrimiento en su trabajo Carta arqueológica de Villar del Arzobispo y su comarca: "descubrimos esta covacha en el mes de agosto, en una de nuestras frecuentes visitas a las excavaciones bajo la dirección de José Alcácer Grau". En esos momento el S.I.P. se encontraba realizando una excavación en el cerro del Puntal de Cambra, donde se encuentra el yacimiento del bronce del mismo nombre, dirigida por José Alcácer Grau. Este fue informado del descubrimiento y se encargó de consultar al Director del S.I.P. para llevar a cabo su excavación.

## Restos arqueológicos
Los restos aportados por la Covacha de Llatas abarcan desde industria lítica, fragmentos cerámicos, restos óseos de fauna y moluscos, hasta restos de un posible enterramiento.

### Industria lítica
El total de restos de industria lítica ascienden a 5.331 piezas de sílex y 20 de cuarcita, aunque si bien únicamente 400 han sido clasificadas tipológicamente, mientras que las restantes se corresponden con restos de talla. Las tipologías identificadas, en orden de importancia numérica, son las siguientes: hojitas de dorso rebajado (260), raspadores (30),  trapecios (28), medias lunas (21), hojas de muesca (17), buriles (12), raederas (10), triángulos (8), y piezas retocadas sin tipología clara (14), mientras que encontramos la ausencia de microburiles.
Un estudio realizado en 1999 sobre las marcas de impacto detectadas en un conjunto de 65 microlitos geométricos, muestra como en gran medida estos fueron usados como armaduras de proyectiles. Este concluye que los segmentos y triángulos se usaron fundamentalmente como puntas, mientras que los trapecios lo hicieron como flechas de filo transversal.

### Fragmentos cerámicos
Los restos cerámicas se caracterizan por aparecer muy fragmentados, en consecuencia no se pudo reconstruir la forma de los vasos cerámicos. Se caracterizan por ser bastos, con un tono rojizo o pardo amarillento, y por una cocción imperfecta y desigual. De entre todos los fragmentos, destacan dos por sus decoraciones: uno con cordón con digitaciones, y otro con incisiones acanaladas en zig-zag. También se encontraron algunos fragmentos carenados asociados a la Edad del Bronce. Es de destacar la ausencia de cerámica cardial, asociada a la llegada de grupos neolíticos.

### Fauna
Los restos óseos hallados también se encuentran muy fragmentados, estos han sido asociados con animales de talla pequeña, en especial herbívoros y roedores, se encuentran también restos de aves y destaca la presencia de un colmillo de cánido.

### Malacofauna
Destacan los restos malacológico por encontrarse perforados, lo que indica sin ninguna duda su uso como elementos de adorno. Las especies localizadas son Columbleas, Pectunculus, Cardium edule, Helix candidisima y Helix alonensis.

### Enterramiento

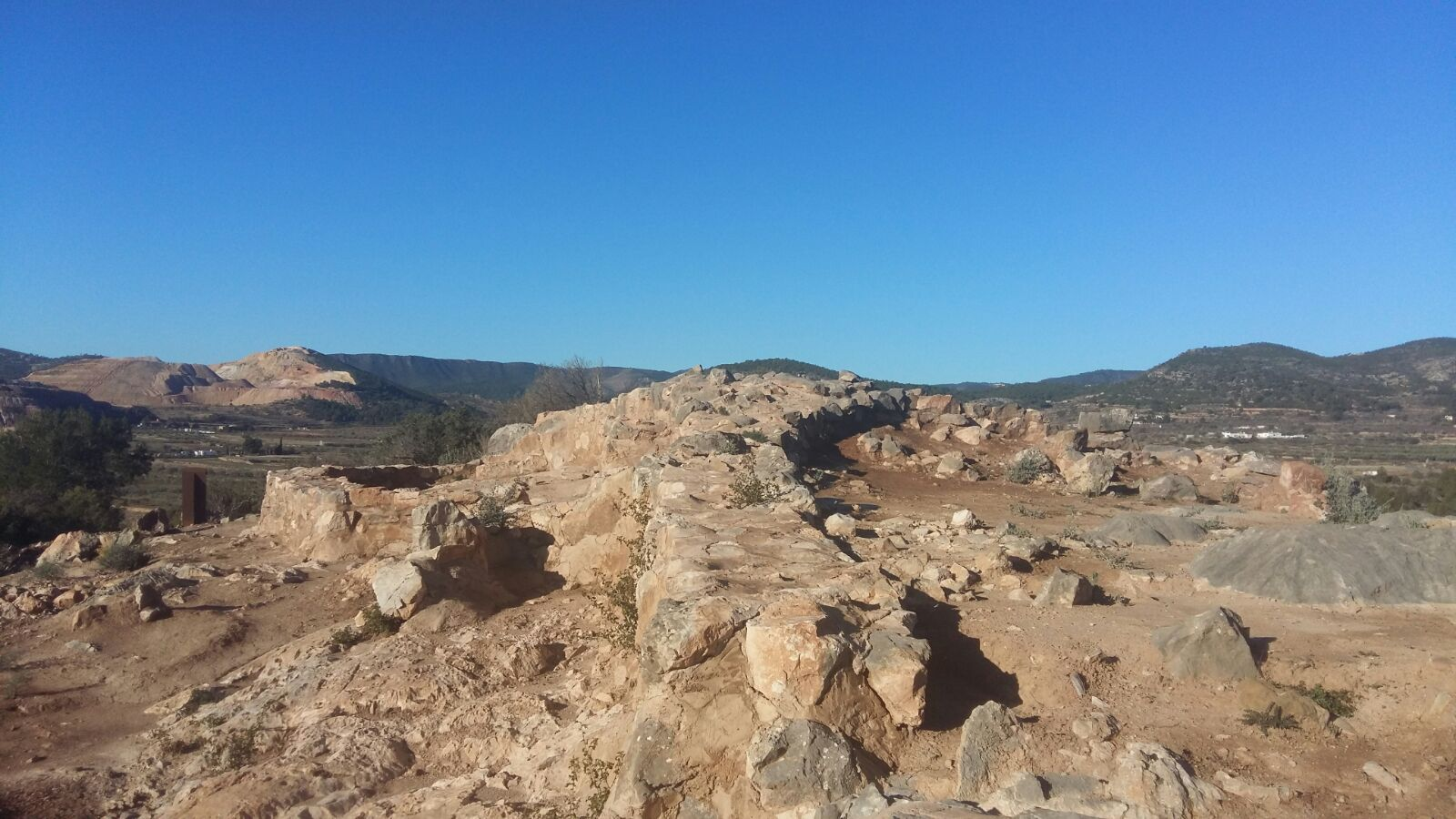
Puntal de Cambra (el Villar, Valencia)

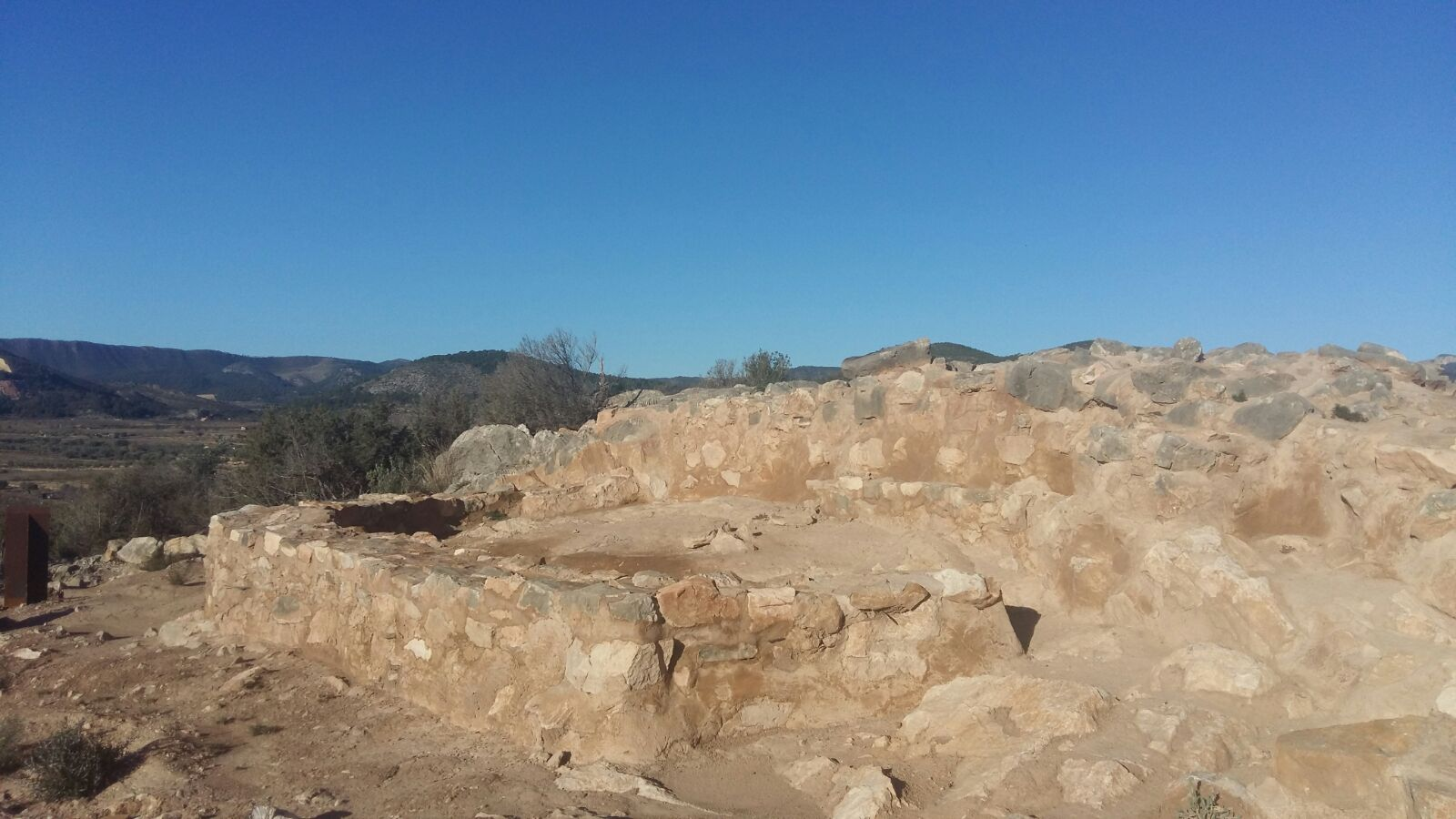
Puntal de Cambra (el Villar,Valencia)

Se ha señalado la posible existencia de un enterramiento en las tierras superficiales de las zonas A y B, ya que se localizaron huesos largos, dientes y vértebras, aunque si bien no se afirma con seguridad ya que al encontrarse superficialmente habría sido destruido parcialmente. A este se le asocian una serie de fragmentos cerámicos del bronce, por lo que consideran que se trataría de un enterramiento tardío no relacionado con la fase mesolítica.
Si bien, en un inicio, Francisco Jordá Cerdá y José Alcàcer lo relacionaron hipotéticamente con un posible enterramiento argárico por haberse encontrado un resto cerámico que se asemejaría a los vasos argáricos típicos, en la actualidad ello resulta del todo imposible. 
Hay que tener en cuenta que nos encontramos en un momento en el que todavía no había sido acuñado el término Bronce Valenciano por Miquel Tarradell, como modo de diferenciación de la Cultura Argárica y de otorgar carácter propio a este periodo en el territorio valenciano, cosa que tiene lugar en 1962. Uno de los puntos abarcados por Tarradel en la definición del Bronce Valenciano, fue la de establecer las relaciones entre el tipo de enterramiento y los poblados, de forma que asocia los enterramientos individuales en grietas y covachas con poblados en altura de difícil acceso y amurallados.
En contraposición los enterramientos argáricos característicos, se definían por ubicarse en el interior de los poblados, bajo el suelo de las viviendas. A ello se suman, desde el conocimiento actual, el establecimiento de límites geográficos para el territorio argárico. Se considera que este se expandió desde un área original localizada entre las cuencas del Vera y del Guadalentín, hasta abarcar un territorio que comprendía desde el sur de la Meseta y de la Comunidad Valenciana hasta las costas meridionales de Almería y Granada; en consecuencia la Covacha de Llatas queda claramente fuera de esta extensión fijada para la cultura argárica.

## Importancia en la investigación
Los últimos cazadores-recolectores y la neolitización
La Covacha de Llatas es un yacimiento que desde su descubrimiento se inserta en la problemática sobre la neolitización de la fachada peninsular mediterránea, en cuanto a lo que se refiere a la transición desde el modo de vida asociado al Epipaleolítico (caza y recolección) hasta el productor (ganadería y agricultura) propio del Neolítico.
Nos encontramos en un contexto en el que se desarrolla un proceso complejo de dualidad cultural, en el intervienen de una parte los grupos epipaleolíticos (autóctonos) y los neolíticos de otra (alóctonos). Es en torno al 6.000 a. C. cuando tiene lugar la llegada de los grupos representativos del Neolítico Cardial a las tierras valencianas en las que se desarrollaba el Epipaleolítico Geométrico.
Así lo expresaba Lluís Pericot García al firmar que el interés de este yacimiento residía en que en él “se juntan con la cerámica las piezas de sílex de vieja tradición epipaleolítica”.
De esta forma, junto a otros destacados yacimientos, como la Cueva de la Cocina (Dos Aguas, Valencia) cuya secuencia arqueológica constituye el modelo para la evolución en el epipaleolítico,  la excavación y el estudio de la Covacha de Llatas y sus materiales serán, y todavía son, de utilidad para dar luz a una "Época difícil de nuestra Prehistoria, de la que tenemos pocos datos seguros. Etapa (...) envuelta en tinieblas.", en palabras de Pericot, de la cual eran pocos los yacimientos excavados a mediados del siglo XX.

## Historia de la investigación
La interpretación realizada de la Covacha de Llatas ha variado a lo largo del siglo XX, y en la actualidad, como consecuencia del avance de las diversas investigaciones asociadas a este periodo y sus yacimientos. 
De esta forma, se pasó de encontrar una relación entre este periodo con la zona norteafricana y la Cultura Capsiense, a eliminar completamente esta teoría. Destaca en esta trayectoria investigadora el trabajo desarrollado por Fortea en 1973, quien pone fin definitivamente a las relaciones norteafricanas, ya que señala que el Epipaleolítico es el resultado de la evolución interna desde el Magdaleniense Superior. Así mismo, Fortea realiza una división de la secuencia cultural basándose en la Cueva de la Cocina, siendo el criterio fundamental la tipología de la industria lítica. Establece la distinción entre el Epipaleolítico microlaminar y el Epipaleolítico Geométrico, este último con cuatro fases: las dos primeras (A,B) anteriores a la llegada de los neolíticos, y las dos últimas contemporáneas al Neolítico.
En las primeras investigaciones, Francisco Jordà y José Alcàcer quienes señalan la existencia de dos facies en el llamado Neolítico Inicial: la primera con cerámica cardial y poca frecuencia de sílex geométrico, y la segunda sin cerámica cardial y con abundancia de sílex geométricos; encuadran a la Covacha de Llatas en la segunda facies, denominada tipo "Cocina", y lo relacionan con un Neolítico montañés diferenciándolo del de llanura.
Con Fortea la Covacha de Llatas se sitúa en la fase D, es la última de las cuatro que establece para el Epipaleolítico Geométrico de tipo Cocina, aunque se señala la posibilidad de una mayor antigüedad al asociarse con la fase C. En el establecimiento de la secuencia cultural epipaleolítica de Fortea, la Covacha de Llatas jugó un papel de relevancia al completar la evolución industrial de la Cueva de la Cocina, ya que a raíz de sus restos no se podían definir claramente las fases más recientes.
Actualmente los investigadores adscriben la Covacha de Llatas dentro del Mesolítico Geométrico tipo Cocina o Mesolítico Reciente (8500-7500 cal BP), que cuenta con tres fases A-B-C, al final de la llamada Fase B y a la Fase C. Esta última solo se registra en las zonas interiores del norte de la provincia de Valencia. Esta fase C, se caracteriza por contar tanto con elementos de procedentes de la tradición lítica epipaleolítica como con otros novedosos cuya procedencia es neolítica (la cerámica y la técnica de doble bisel).